# Wignicourt
 Wignicourt  es una población y comuna francesa, en la región de Champaña-Ardenas, departamento de Ardenas, en el distrito de Rethel y cantón de Novion-Porcel.
Está integrada en la Communauté de communes des Crêtes Préardennaises.

## Demografía
| 83 | 61 | 61 | 44 | 52 | 61 |
| Para los censos de 1962 a 1999 la población legal corresponde a la población sin duplicidades (Fuente: INSEE [Consultar]) |    |    |    |    |    |